# Jovánovics György

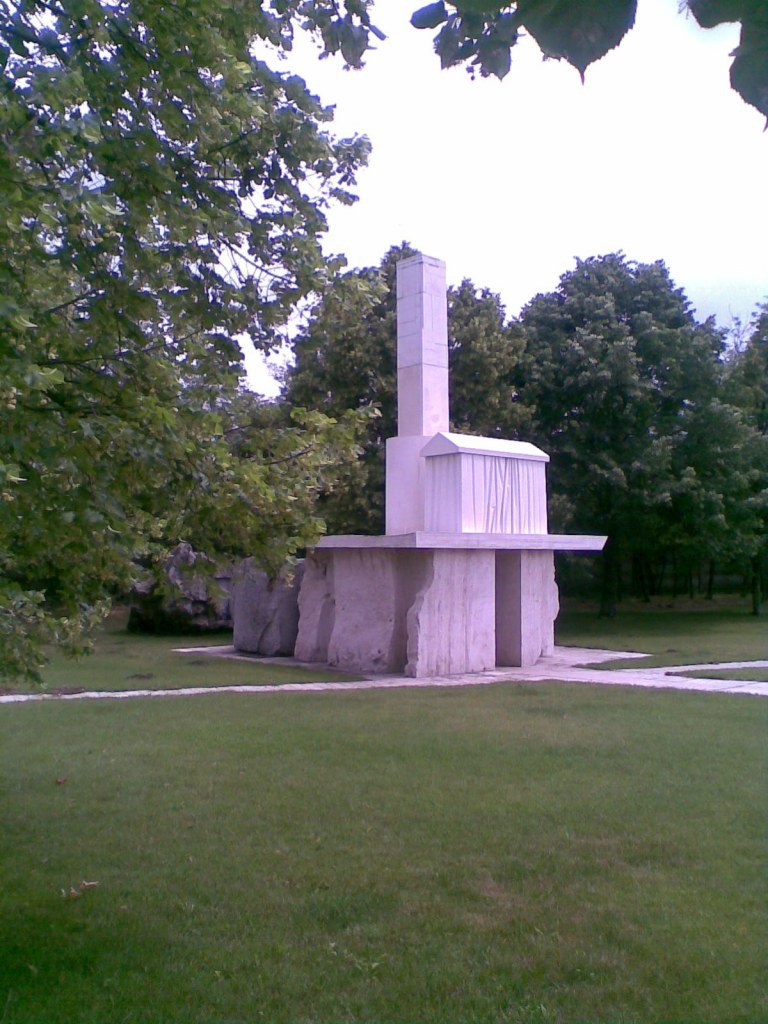
Az 1956-os forradalom mártírjainak emlékműve a rákoskeresztúri Új köztemető 301-es parcellájában

Jovánovics György (Budapest, 1939. április 3.) Kossuth-díjas magyar szobrászművész. Az Iparterv-csoporthoz kötődő neoavantgárd művészek egyik jelentős alakja.

## Életpályája
A budapesti Képző- és Iparművészeti Gimnáziumban érettségizett (1957). Felsőfokú tanulmányait a Képzőművészeti Főiskolán folytatta (1957–60), ahol mestere előbb Somogyi József, majd Mikus Sándor szobrászművész volt. Az ELTE bölcsészkarára is beiratkozott filozófiát hallgatni. A bécsi Művészeti Akadémián tanult tovább (mestere itt H. Knesl, 1964), majd a következő évben a párizsi Beaux-Arts hallgatója lett, ahol mestere H. G. Adam volt. Külföldi tanulmányai után visszatért Budapestre.
A 60-as évek közepén bekapcsolódott a hazai neoavantgárd képzőművészek körébe. Az Iparterv-csoport mindkét kiállításán kiállító művész volt (1968–69). 1971-ben kéthónapos ösztöndíjjal Essenben alkotott, majd a 80-as években különböző ösztöndíjakkal újra az NSZK-ban. A Szöuli Olimpia alkalmából 1988-ban rendezett szoborszimpozionon tűnt ki márványból készült Trójai papírgyár c. monumentális alkotásával. 1991-ben újabb képzőművészeti szimpozionra kapott meghívást, ezúttal Izraelbe, ahol egy szintén monumentális, 5 méter magas szobrát állították fel Risón Lecijón nagyvárosban, Tel-Avivtól délre. Hazatérve 1991-től a Képzőművészeti Főiskolán oktatott. 1992-ben alkotta meg az 1956-os forradalom mártírjainak emlékművét a rákoskeresztúri Új köztemető 301-es parcellájába (a kompozíció előképét már 1989-ben elkészítette).

## Művészete
Emlékműveit és köztéri szobrait leszámítva gipszből dolgozott legszívesebben, ezzel a fehér anyaggal tudta ugyanis legjobban megvalósítani fényelméletét: a fehér szín mintegy szimbolizálja alkotásaiban a fényt, melynek árnyalatait sokszor leheletfinom, pár milliméter peremmagasságú reliefekkel juttatja érvényre. A fénynek és fényhatásoknak a jelzése spirituális, mitikus alkotásokra ösztönzi. Sokoldalú művész, aki a szobrászat mellett a fotó, a film és a zene elemeivel is él; HOLOS GRAPHOS elnevezéssel konceptuális fotósorozat-fénymontázst – egyfajta képregényt – is készített. Jovánovics erőssége az alkotások térbeli elhelyezése, melynek során a mű és az azt körülvevő tér összhangjának megteremtésére törekszik.
Hazai és nemzetközi kiállításokon folyamatosan megmérette alkotásait. Számos hazai és külföldi közgyűjtemény őrzi műveit. 
Nevezetes volt a Műegyetemen 2004-ben rendezett ünnepélyes csoportos kiállítás, mely a 70-es évek betiltott képzőművészeinek (Iparterv II. R-csoport) alkotásait a teljesség igényével mutatta be: Jovánovics mellett Bak Imre, Harasztÿ István, Hencze Tamás, Gáyor Tibor, Maurer Dóra, Nádler István és Molnár Sándor műveit.

## Könyv
- Wiathruck, Liza: HOLOS GRAPHOS. Képregény / Ein Bildwerk. Comics. Jelenkor, Pécs, 1999

## Alkotásai (válogatás)
- Részlet a Nagy Gillesből (gipsz, textil; 1967)
- Magyar torzó (1967)
- Ember (gipsz, textil, 180 cm; Iparterv I., 1968; MNG)
- Fekvő figura (Iparterv II. 1969)
- Asztal-abrosz environment (Fényes Adolf Terem, 1970)
- Ablak-, fal-, fakeret-motívumokra épülő relief-installációs rendszer (Essen, 70-es évek)
- L. Wiathruck: HOLOS GRAPHOS konceptuális fotósorozat-fénymontázs, avagy képregény (1974)
- Mohácsy Mátyás mellszobra (1976 körül)
- Trójai papírgyár (márvány; Szöuli Olimpiai Park, 1988)
- Az 1956-os mártírok emlékműve (mészkő, márvány, gránit; Új köztemető, 301-es parcella, 1989/1992)
- Nemes Nagy Ágnes síremléke (rusztikus márvány + bronz; Farkasréti temető, 1993)
- Az épülés szelleme (33 m magas, fehér szoborinstalláció 27 elemből a Corvinus Egyetem új épületének dunaparti főhomlokzatán; acél; 2009)[4]
- Göncz Árpád mellszobra (bronz, mészkő; Óbuda, 2017)

## Kiállítások (válogatás)[5]

### Egyéni
- 1970 • Fényes Adolf Terem
- 1971 • Folkwang Museum, Essen (nyomtatott katalógussal, továbbiakban: kat.)
- 1977 • Fiatal Művészek Klubja
- 1980 • Francia Kultúrintézet
- 1981 • Galerie Zellermayer-Lorenzen, Berlin (kat.)
- 1982 • Galerie für Kunst + Architektur, Hamburg • Galerie Zellermayer-Lorenzen, Berlin (kat.)
- 1983 • Künstlerhaus Bethanien, Berlin (kat.)
- 1985 • Szt. István Király Múzeum, Székesfehérvár
- 1986 • Galerie Zellermayer-Lorenzen, Berlin
- 1989 • Fővárosi Képtár • Óbudai Művelődési Központ
- 1990 • Galerie der Stadt Fellbach
- 1991 • Galerie Hartmann und Noe, Berlin
- 1994 • Fészek Galéria • Galerie Hartmann und Noe, Berlin
- 1995 • XLVI. Velencei Biennálé (kat.)
- 1996 • Fővárosi Képtár (kat.) • Galerie Gaudens-Pedit, Lienz
- 1999 • Kilenclukú emberi test (Goethe Intézet)
- 2000 • 39 frottage/ok, Dovin Galéria • L. Wiathruck • HOLOS GRAPHOS, Mai Manó Ház
- 2000–2001 • Könyvek és reliefek (Fészek Galéria)
- 2008 • A valóság tükörképe a valóságon. Munkák fényképezőgéppel 1970–1978. (Fényképinstallációk, Kisterem)
- 2009 • „Sassetta – Jovánovics” (Szépművészeti Múzeum Modern Gyűjteménye)[6]

### Csoportos
- 1967 • Fiatal Művészek Klubja
- 1968 • Iparterv I., IPARTERV
- 1969 • Iparterv II., IPARTERV • R-Csoport, BME
- 1972 • G. Foksal, Varsó
- 1973 • Fiatalok Biennáléja, Párizs
- 1974 • CAYC, Buenos Aires
- 1976 • Expozíció, Hatvany Lajos Múzeum, Hatvan
- 1977 • Sorozatművek, Szt. István Király Múzeum, Székesfehérvár • Kelet-európai konceptuális fotográfia, Eindhoven
- 1979 • Fotogramm, Budapest Galéria • Sidney Biennálé, Amsterdam
- 1980 • IPARTERV 1968–1980, Iparterv • Tendenciák 1970–1980 5.; Egyéni utak – Öt művész, Óbuda Galéria • Magyar művészek, Műcsarnok; Wilhelmshaven
- 1981 • Kibővített fotográfia, Bécs
- 1982 • Külföldi művészek Berlinben
- 1983 • FBK, Berlin
- 1984 • A Deutscher Künstlerbund 32. éves kiállítása, Frankfurt • I. Nemzetközi Kisplasztikai Kiállítás, Castellana • Contemporary Visual Arts in Hungary, Third Eye Centre, Glasgow
- 1985 • Drei Genarationen ungarischer Künstler, Neue Galerie am Landesmuseum Joanneum, Graz • Pillanatkép, Műcsarnok
- 1986 • Eklektika ’85, MNG • 3. Kisplasztikai Triennálé, Schwabenlandhalle, Fellbach
- 1987 • Régi és új avantgárd 1967–75. A 20. század magyar művészete, Csók Képtár, Székesfehérvár • Kortárs magyar művészet, Műcsarnok • Mágikus művek, Budapest Galéria • Kortárs képzőművészet Magyarországról, Galerie der Künstler, München • Aktuális magyar kisplasztika, Museum für Kunst und Kulturgeschichte der Stadt Dortmund • 7. Nemzetközi Kisplasztikai Kiállítás, Műcsarnok
- 1989 • Más-Kép, Ernst Múzeum • Az avantgárd vége 1975–1980. 20. század magyar művészete, Csók Képtár, Székesfehérvár • Emlékmű 1956 vértanúinak a 301-es parcellában, Budapest Galéria • A modern magyar művészet mesterművei, Fővárosi Képtár; Schloß Plankenwarth bei Graz
- 1991 • 60-as évek. Új törekvések a magyar képzőművészetben, MNG
- 1993 • Variációk a pop artra - Fejezetek a magyar képzőművészetből, Ernst Múzeum • „Mi, kelet-franciák”. A 80-as évek művészete. A 20. század magyar művészete, Csók Képtár, Székesfehérvár • Magyarország akkor és most, IMF Cultural Center, Washington; Magyar Ház, New York; Fővárosi Képtár
- 1994 • 80-as évek - Képzőművészet, Ernst Múzeum
- 1996 • Mítosz, Memória, História, Fővárosi Képtár • Művek és magatartás. A 20. század magyar művészete. Csók Képtár, Székesfehérvár
- 1997 • Abstract/Real, Museum Moderner Kunst, Bécs
- 1998 • Sensitivities, European Academy of Art, London
- 1999 • Magyar művészet a 90-es években, Akademie der Künste, Berlin • L’autre part d’Europe, Jeu de Paume, Párizs
- 1999–2000 • Nézőpontok / Pozíciók. Művészet Közép-Európában, Museum Moderner Kunst, Bécs; Kortárs Művészeti Múzeum; Ludwig Múzeum
- 2009 • A(bsz)ttrakció a Vérmezőn - Válogatás magyar művészek (Bálint Endre, Barabás Márton, Galambos Attila, Jánosházi Ágnes, Jovánovics György, Keserü Ilona, Kopasz Tamás, Korcsmár Eszter, Matzon Ákos, Mészáros Szabolcs, Schaller István, Sinkó István és Zsédely Teréz) absztrakt műveiből. HUBA Galéria

## Művei közgyűjteményekben (válogatás)
Magyarországon:
- Nemzeti Galéria
- Kiscelli Múzeum
- Ludwig Múzeum
- Szt. István Király Múzeum, Székesfehérvár
- Janus Pannonius Múzeum, Pécs
- Paksi Képtár

Külföldön: 
- Nationalgalerie, Berlin
- Museum Folkwang, Essen
- Guggenheim Museum, New York

## Díjak, elismerések
- Kiváló művész (1990)
- Kossuth-díj (1997)
- A Magyar Köztársasági Érdemrend középkeresztje (2007)
- Prima Primissima díj (2011)
- Herczeg Klára-díj (2020)